# Сарма
Сарма — різновид гірського, поривчастого вітру; найдужчий з вітрів на Байкалі.
Вітер виривається з долини річки Сарма, що впадає в озеро Байкал. Швидкість його перевищує 40 м/с. Улітку вітер може раптово початися і також раптово скінчитися, восени Сарма іноді дме цілу добу.
При цьому вітер буває настільки сильний, що вириває з корінням дерева, перевертає судна, зриває дахи з будинків і скидає домашню худобу з берега в море. Жителям селища Сарма, розташованого в долині однойменної річки, доводиться прив'язувати дахи будинків до землі. Цей вітер найчастіший і найлютіший восени і взимку.
У середньому, в листопаді сарма дме 10 днів, в грудні — 13. Зазвичай вітер охоплює акваторію затоки Мале Море, але її відгомони іноді можуть досягати і східного берега Байкалу. Швидкість вітру наростає стрибкоподібно і швидко досягає сили урагану.